# Béatrice de Faucigny
Pour les articles homonymes, voir Béatrix, Béatrix de Savoie et Béatrice de Savoie.
Pour les autres membres de la famille, voir Maison de Faucigny.
Béatrice ou Béatrix de Faucigny, parfois appelée Béatrice de Savoie, née en 1234 ou 1237 et morte en 1310 dans la chartreuse de Mélan, est une aristocrate, dame de Faucigny et Dauphine du Viennois (1261-1269), régente du Viennois (1269–1282). Elle est la fille du seigneur Pierre de Savoie (1203-1268), futur comte (1263) et de Agnès de Faucigny.
Enfant unique, elle hérite de sa mère la seigneurie de Faucigny en 1268 qu'elle possède jusqu'en 1296. Mariée avec le Dauphin Guigues VII de Viennois, selon la volonté de son grand-père Aymon II de Faucigny, ses possessions deviennent une enclave dauphinoise entre le comté de Genève et les territoires appartenant au comte de Savoie (Chablais, du Val d'Aoste ou de la Maurienne, voire de la Tarentaise) et de fait un enjeu entre ces différents puissances. Son jeu politique permet l'accroissement de ses États en recourant aux négociations, de préférences aux guerres, et de veiller au bien être de ses sujets. Cette attitude lui vaut d'être surnommée la « Grande Dauphine ».

## Biographie

### Enfance
La date de naissance de Béatrice ou Béatrix (Beatricem, Beatrix, Beatrice) n'est pas connue. Selon Feige elle serait née dans l'année 1234. Ce dernier explique que d'après l'interprétation du testament de février 1234 de son père, « il attendait un berceau ». Les historiens contemporains, Nicolas Carrier et Matthieu de La Corbière (2002, 2005) ou encore l'ouvrage Personnages illustres des Savoie (2007) donnent vers 1234. Le site de généalogie de la Foundation for Medieval Genealogy (FMG) donne vers l'année 1237.
Elle est la fille d'Agnès de Faucigny, fille du seigneur de Faucigny, Aymon II, et du seigneur Pierre de Savoie, sixième fils du comte Thomas Ier de Savoie,,,, qui a quitté sa carrière ecclésiastique il y a peu. Elle est le seul enfant du couple.

### Mariages
Le 4 décembre 1241, selon le Régeste genevois ou encore le site FMG (voire peut être 1242), son grand-père Aymon II de Faucigny organise un contrat de mariage l'unissant, à l'âge de sept ans, à Guigues VII (1225-1269), dauphin de Viennois, comte de Viennois, d'Albon, de Grenoble, d'Oisans, de Briançon, d'Embrun et de Gap, au château de Châtillon,,,. Il s'agit de la première mention de Béatrice dans un acte.
La proposition est accompagnée d'une dot conséquente, 5 mille marcs d'argent. L'accord stipule également « que si Aymon II et si Pierre de Savoie meurent sans postérité mâle, ils feront le dit Guigues héritier de la terre de Faucigny ». L'évêque de Genève Aymon de Grandson acte une menace d'interdit, si le dauphin ne respectait pas le contrat, comme ce fut le cas lors de ses engagements précédents. Guigues donne en gage ses châteaux de la Boissière (La Buissière) et d'Avallon (Saint-Maximin),. Toutefois, le mariage n'est réellement célébré que lorsque Béatrice atteint l'âge nubile. Il se déroule probablement avant le 22 avril 1253, puisqu'un acte publié à cette date et retranscrit par le Regeste dauphinois (1913) la désigne comme « Béatrix, comtesse de Vienne et d'Albon ».
L'acte officiel de l'union n'est promulgué par Antelme, abbé de Saint-Chaffre et délégué apostolique, que le 10 mai 1261,,. Par ce mariage, Béatrice apporte en dot ses possessions propres, le Faucigny, la baronnie de Beaufort (1271) et plusieurs autres châtellenies, par ailleurs elle acquiert tous les biens des seigneurs de Greysier, dans le Faucigny et le Genevois. En fin de compte, les différentes possessions de la dame du Faucigny se trouvent éloignées de celles de son époux en Dauphiné et apparaissent comme menaçantes pour le comté de Savoie. Un certain nombre de futurs conflits entre les deux voisins auront pour objet ces terres jusqu'au milieu du XIVe siècle.
Veuve de Guigues, elle se remarie le 2 avril 1273 avec Gaston VII de Baugé, dernier vicomte de Béarn,, veuf de Marthe de Matha († 1270/1273) vicomtesse de Marsan.

### Héritage parental
Le 20 août 1251, Aymon II cède ses droits à sa fille Agnès, mis à part la dot de son autre fille, Béatrix (Béatrice) de Faucigny, mariée à Étienne II de Thoire et Villars,,,. Le Faucigny, étant un fief de la Bourgogne Transjurane, pratiquait l'hérédité par les femmes lorsque la postérité masculine faisait défaut.
En 1263, son père, alors âgé de soixante ans, succède à son jeune neveu en devenant sous le nom de Pierre II, le nouveau comte de Savoie et de Maurienne. Au cours de sa vie, il établit quatre testaments : 1234, 1255, 1264 et 1268. Ce dernier se trouve dans une situation exceptionnelle pour la dynastie des Humbertiens, c'est la première fois qu'un comte de Savoie-Maurienne n'a pas d'héritier mâle. Pierre nomme, dans son second testament de 1255, pour successeur son frère, Philippe, au détriment de sa fille, à qui il lègue toutefois une dot de cinq mille livres viennoises,.
Dans son testament du 17 octobre 1262, Agnès de Faucigny laisse à son époux, Pierre, les deux tiers de ses biens, le reste allant à Béatrix. Selon l'acte recueilli par le Régeste genevois, « elle s'engage par serment à ne pas faire, du vivant de son mari, des dispositions contraires au présent testament ».
Le comte Pierre II réalise un dernier testament peu avant sa mort le 7 mai 1268. Il confirme l'héritage du titre de comte et des possessions à son frère, et lègue à sa fille l'ensemble de ses terres « qu'il possède à quelque titre que ce soit dans le Genevois, dans le Pays de Vaud jusqu'à Montreux, ainsi que dans l'Allemagne, en exceptant ses droits à Seyssel et à Montfalcon. [...] les hommages du seigneur de La Tour du Pin et du comte de Forez, les châteaux de Falavière (près Bourgoin), de Lompnes et de Saint-Rambert (en Bugey). ». Sa mère hérite les châteaux de Versoix (Genève), d'Allinges (Vieux et Neuf en Chablais), de Féternes (Chablais), de Charousse (Faucigny/Genève) et d'Aubonne (Vaud),. Elle meurt à son tour, quelques mois plus tard, le 11 août, au château de Pierre-Châtel en Bugey tout comme son époux. Elle a cependant rédigé un nouveau testament quelques jours auparavant, le 9 août, où sa fille devient l'héritière universelle de l'ensemble de ses titres et biens, mis à part deux châteaux en Bresse qui reviennent à sa sœur et son frère (fratri meo) Simon de Joinville, seigneur de Gex, des biens qui doivent toutefois rester dans le fief de Faucigny.
Le mari de Béatrix, Guigue VII, prend l'entière possession du Faucigny ainsi que des châteaux dans le comté voisin du Chablais que possède son beau-père, comte de Savoie. Le lendemain de la mort d'Agnès, sa tante, Béatrix de Thoire-Villars, mais aussi son oncle, le comte Philippe de Savoie, revendiquent leur part d'héritage,.

### Les luttes d'intérêts et d'influence
Par son testament de juin 1267, Guigues VII fait de son fils son héritier, précisant que la tutelle est laissée à son épouse en cas de décès prématuré du fils.
Un conflit éclate et oppose désormais le Dauphin à l'alliance du comte de Savoie aux Thoire-Villars,. Les hostilités cessent lors d'une trêve signée au château de Coudrée (Sciez), le 21 janvier 1269 à l'instigation de Marguerite de Provence (femme du roi Saint Louis et nièce du comte de Savoie). Cette dernière demande qu'une médiation se déroule durant 15 jours sous le contrôle de Aymon de Cruseilles, évêque de Genève,. Cependant le conflit reprend, mais Guigue VII meurt,. Les armées de Béatrix de Thoire-Villars réussissent, courant l'année 1269, à capturer Béatrix et son fils, Jean Ier,. Toutefois, l'oncle et comte Philippe de Savoie intervient à nouveau dans le conflit en réclamant la libération de la Dauphine.
C'est chose faite le 15 novembre 1269. Au château de Vigon, la dauphine Béatrix obtient sa libération en remettant en gage à sa tante les territoires et châteaux de Monthoux, Hermance et Châtelet du Crédo, et entre les mains des médiateurs ceux de Faucigny, de Toisinge, d'Aubonne et d'Allinge-vieux.
Mais le 3 août 1271 une sentence est prononcée par Edmond, fils du roi Henri III d'Angleterre, et Philippe, comte de Savoie et de Bourgogne, arbitres nommés entre la dauphine Béatrix de Faucigny et sa tante Béatrix de Villars-Thoire et ses enfants. Les souverains statuent que la dame de Faucigny doit céder à cette dernière, pour toutes ses réclamations, les châteaux d'Aubonne et d'Hermance, ainsi que tous les fiefs qu'elle possède dans le pays de Vaud, au nord d'Aubonne, à l'exception de ceux des seigneurs de Montfaucon.
Selon Nicolas Carrier et Matthieu de La Corbière, la seigneurie de Faucigny avait été largement amputée par les événements de 1268/1271, mais cette enclave restait essentielle comme trait d'union entre le Lac Léman et les cols alpins.
D'après Hilaire Feige, Béatrix de Faucigny conserve ses terres de Faucigny, ainsi que les châteaux d'Allinges, Versoix, Féternes ou encore Chillon, hérités de son père en Genevois ou en Chablais, et débute la régence pour son fils. Elle aurait bénéficié le 28 février 1271 par une donation non précisée de la faveur de Philippe de Savoie.
Le 18 janvier 1270, des conventions sont réalisées entre Robert II, duc de Bourgogne, la Grande Dauphine, en présence du comte Philippe de Savoie, au sujet de l'administration du Dauphiné : le duc, comme tuteur du dauphin Jean a la gouvernance de la terre du Gapençais et les châteaux de Moras, Voreppe et Vaulx, où il établit des officiers, hommes liges du dauphin, qui rendent compte à Béatrix ; le dauphin Jean doit épouser Marguerite, fille du duc, dès qu'il sera en âge de puberté ; Béatrix doit régir le surplus des terres du dauphin au nom du duc ; et en cas de décès de Jean avant l'âge de puberté, les terres seront rendues à sa sœur, la dauphine Anne.
En mars 1271, les seigneurs de Beaufort, ne pouvant rembourser une dette contractée auprès du comte Pierre II de Savoie, vendent leur château ainsi qu'une partie du fief attaché à la Dauphine pour la somme de 1 525 livres.
Le 2 avril 1273, elle se remarie avec Gaston VII de Baugé, dernier vicomte de Béarn, neveu de comte de provence, Raimond-Bérenger IV, époux de Béatrice de Savoie, parents de quatre reines. Cet événement créé quelques remous en Faucigny et en Dauphiné. Cette même année, le 1er septembre, sa fille aînée, Anne épouse Humbert de la Tour du Pin et de Coligny.
Dans le contrat de fiançailles du 31 août 1273, entre leur fille Anne et Humbert de La Tour et de Coligny, cette dernière indique qu'elle renonce en faveur de son jeune frère Jean l'héritage des titres et droits paternels, à moins que celui-ci décède sans postérité.
Après avoir promis son fils à la fille de Robert II de Bourgogne, celui-ci est fiancé à Bonne de Savoie (v. 1275 † 1300), fille du comte Amédée V de Savoie. Le mariage a lieu en 1280,.
Selon Guy Gavard, en 1282/1283, à la fin de son existence, le comte Philippe de Savoie revendique à nouveau ses droits sur la baronnie du Faucigny, ses armées l'envahissent et Béatrix se réfugie dans son château de Bonne et résiste aux assauts.
De même, d'après Louis Boisset et Alain Kersuzan, un conflit existe en Faucigny à la suite d'invasions des comtes de Savoie allant de 1282 à 1286 et aboutit au traité de Paris en 1286 ou 1287. Dans les faits, il n'est pas connu de traité de Paris à cette date, seul un traité est relevé dans le Régeste genevois par Nicolas Carrier et Matthieu de La Corbière entre les différentes parties à Annemasse en 1287 faisant état de pacification. Le texte de cette charte est explicite :

« Traité de paix entre Amédée, comte de Savoie, et Humbert, Dauphin de Viennois, ainsi qu'entre le même comte de Savoie et Amédée, comte de Genevois, le tout conclu à Annemasse par l'arbitrage de Guillaume, archevêque de Vienne, et de Perceval de Lavagnie, sous-diacre du pape et vicaire général de l'empire, en Toscane. — Les principales stipulations du traité sont : 1° Il y aura entre tous les susdits seigneurs paix perpétuelle pour eux et leurs adhérents. 2° Des mariages seront contractés entre les enfants du comte de Savoie et du Dauphin lorsqu'ils seront parvenus a un âge suffisant. 3° Il y aura, entre ces derniers seigneurs, alliance envers et contre tous ; l'un d'eux ne pourra, pour quelque motif que ce soit, attaquer l'autre ou les siens, que du consentement de deux amis élus en commun pour terminer leurs différends; si l'un d'entre eux vient à mourir laissant un successeur âgé de moins de vingt ans, l'autre devra aider et défendre celui-ci; ils se rendront réciproquement les terres et châteaux pris pendant la guerre ; le Dauphin fera hommage au comte de Savoie pour la seigneurie de la Tour (du Pin) ; enfin chaque partie désignera six de ses barons pour cautions, vis-à-vis de l'autre partie, de l'exécution du présent traité. »

— REG 0/0/1/1252
La Grande dauphine signe, lors du traité de Versoix (le 2 juin 1282), une alliance avec Amédée II, comte de Genève et son oncle, Robert, évêque de Genève,. La guerre avec le comte de Savoie se termine avec l'intervention des évêques de Bâle, de Lausanne et de Belley, lors du traité de Payerne (27 décembre 1283). Elle reprendra plus tard, en 1291, avec le comte de Savoie, Amédée V, neveu de Philippe.

### Une succession difficile
Un malheur frappe la vie de Béatrix le 24 septembre 1282, son fils, Jean, héritier du Faucigny et du Dauphiné, meurt des suites d'un accident de cheval, durant la traversée de la rivière Menoge,,.
Humbert de la Tour du Pin et de Coligny, de par son mariage, devient le nouvel héritier dynastique. Il prête serment au nom de sa femme le 3 octobre 1282 à Grenoble.
À la mort du comte Philippe de Savoie en 1285, son neveu Amédée V lui succède. Le Dauphin Humbert refusa l'hommage au Comte de Savoie pour sa baronnie de La Tour du Pin et la guerre reprit. Humbert prend le flambeau dans le conflit qui opposait sa belle-mère au comte de Savoie. Le comte de Genève, Amédée II, s'allie avec lui et la Dame de Faucigny dans cette lutte, en 1285, puis 1291.
À Saint-Jean-de-Moirans, le 27 mai 1293 une paix est conclue entre Amédée, comte de Savoie et le dauphin Humbert. Pour mettre fin à la guerre Béatrix, en compensation de cet hommage, cède au comte de Savoie celui des châteaux de Faucigny, Bonneville, Monthoux, Allinge-le-Vieux, Châtelet-du-Crédoz, avec leurs mandements, et les fiefs de Châteaufort, de La Ravoire et Nernier. Amédée, satisfait, renonce à réclamer l'hommage de la baronnie de la Tour et Coligny, et promet de défendre le dauphin contre les prétentions de son frère Louis, seigneur de Vaud, et des enfants de Thomas de Savoie. Le dauphin Humbert accepte cet hommage, en échange de quoi Amédée renonce à sa vassalité de la baronnie de La Tour du Pin. Amédée stipule toutefois que si le fief du Faucigny était réclamé par le roi d'Allemagne ou l'Empereur, il rentrerait dans ses droits sur la baronnie de la Tour et Coligny,.
À Aix, le 10 décembre 1293, un traité scelle la paix entre les différentes parties avec l'accord conclu entre Amédée, comte de Savoie, et Amédée, comte de Genève, conformément au prononcé de deux arbitres. Le comte de Genève sera tenu d'obtenir de la part de Jean, évêque de Valence et Die, Jean Ier de Chalon-Auxerre, qu'ils ne feront rien contre la présente paix,.
Le 29 avril 1294, elle poursuit avec ses possessions sur la rive droite du Léman, depuis Seyssel jusqu'à Fribourg.
Malgré le mariage de 1282 de sa fille Anne avec Humbert de La tour du Pin, futur dauphin et celle avec Gaston de Béarn, des conquêtes à Gex en 1278, et l'alliance avec le comte de Genève Amédée II, la dauphine dut s'avouer vassale d'Amédée V de Savoie en 1296. Ceci est confirmé par l'acte du Regeste dauphinois concernant les droits sur le château et mandement de Versoix, la rétrocession des territoires de Gex et généralement tout ce qu'elle possédait au-delà du Léman du côté de Lausanne et de la Cluse de Gex au Jura, excepté le fief du seigneur de Villars qu'elle se réservait lors du projet de mariage d'Amédée V avec une des filles d'Humbert, dauphin de Viennois et comte d'Albon, Alix en janvier 1296. Au cas où ce mariage n'ait pas lieu, les biens devaient servir de dot pour celui projeté entre Agnès fille d'Amédée et Hugues fils du dauphin. Si ni l'un ni l'autre ne s'effectuait (ce qui fut le cas), le comte s'engageait à rendre le tout à la dame de Faucigny.
Le 15 septembre 1296, à la requête du Roi de France, Philippe IV dit "le Bel", elle dit qu'elle donnera à l'un des fils du Dauphin Humbert, son gendre, par pure donation entre vifs, sa baronnie de Faucigny avec tous les droits qui en dépendent. Elle promet de ne rien changer à cette donation, mais se réserve seulement l'usufruit des choses données,.
Comme le relève Nicolas Payraud, citant un autre acte du Régeste genevois, la donation du Faucigny à son petit-fils Hugues Dauphin ne se fait de façon officielle qu'en 1304 et de façon partielle, celle-ci conservant des châtellenies de Châtillon et de Sallanches, dont elle garde la jouissance.
En 1298, le dimanche après la saint Mathieu, par un acte daté de Montbenon (Grésivaudan) : « Béatrice de Faucigny, fille de Pierre II de Savoie, du consentement de son mari le Dauphin Guigues VII de Viennois (Humbert d'Albon), restitue à son très-bien-aimé cousin, Jean Ier de Montfaucon, fils d'Amey (Amédée), le Château d'Yverdon, la ville et la châtellenie, leurs appendances et appartenances, sans autre réserve que celle du fief. »
Au début du XIVe siècle, elle réside au château de Montfort, faisant actuellement partie de la commune de Crolles.
Le traité de paix de Montmélian, du 16 août 1308, signé, aux côtés de Hugues Dauphin, avec le comte de Savoie (Amédée V de Savoie), stipule au-delà de la fin du conflit entre les principautés, que Béatrix et Hugues renoncent à leurs prétentions sur le comté de Savoie, en tant que descendants de l'ancien comte Pierre II de Savoie.
Béatrix de Faucigny maintient un certain contrôle sur la baronnie du Faucigny jusqu'à sa mort le 21 avril 1310.

## La Grande Dauphine et Bonneville

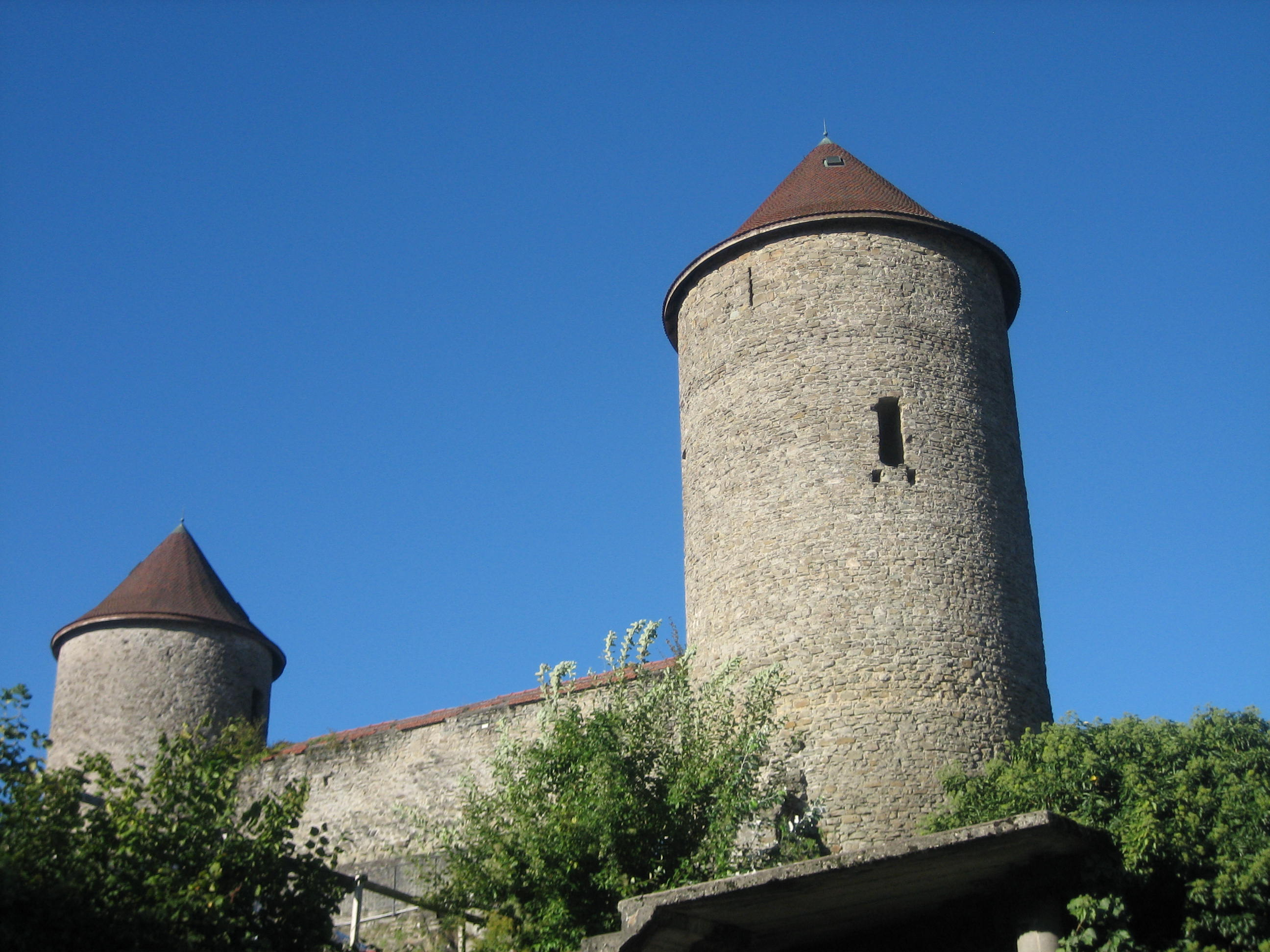
Château dit de Béatrix de Faucigny.

Béatrix donne le nom flatteur de Bonavilla (La Bonneville) le jour de la Sainte-Catherine de l'an 1283, patronne du bourg, à un village bâti, nommé Toisinge, au confluent de l'Arve et du Borne où son aïeul, probablement Aymon II, au début du XIIIe siècle avait construit un château fort,,,. On considère que la ville est fondée vers 1262 par son père Pierre de Savoie,,. L'usage de Bon pour désigner le bourg indique que la ville possède certains privilèges,. La ville est mentionnée pour la première fois sous son nouveau nom dans un acte du 11 mars 1289, où le dauphin conclut un accord avec le seigneur de Beaufort.
On peut, dans une certaine mesure, considérer que Béatrix de Faucigny est la fondatrice de Bonneville. Non seulement elle la "baptise", mais elle lui accorde des franchises, fait élever le château et renforce et entretient ses défenses. Elle semble affectionner tout particulièrement cette ville et y fait plusieurs séjours. De nombreux actes et chartes émanant de la Dauphine y sont signés en 1283, 1288, 1290. Toutefois en 1271, elle doit l'abandonner en gage à son oncle, comte Philippe de Savoie.
Béatrix, venue se recueillir devant la dépouille de son fils, Jean, décédé en la cure, s'en retourne au château de Villy (Contamine-sur-Arve). Sur sa route, les habitants de Burgum Castri (Bourg du Château) lui témoignent leur profonde tristesse. Touchée par cette manifestation, Béatrix aurait déclaré : "Je reviendrai dans cette "Bonne Ville" (Bonavilla).

## La Grande Dauphine et la chartreuse de Mélan

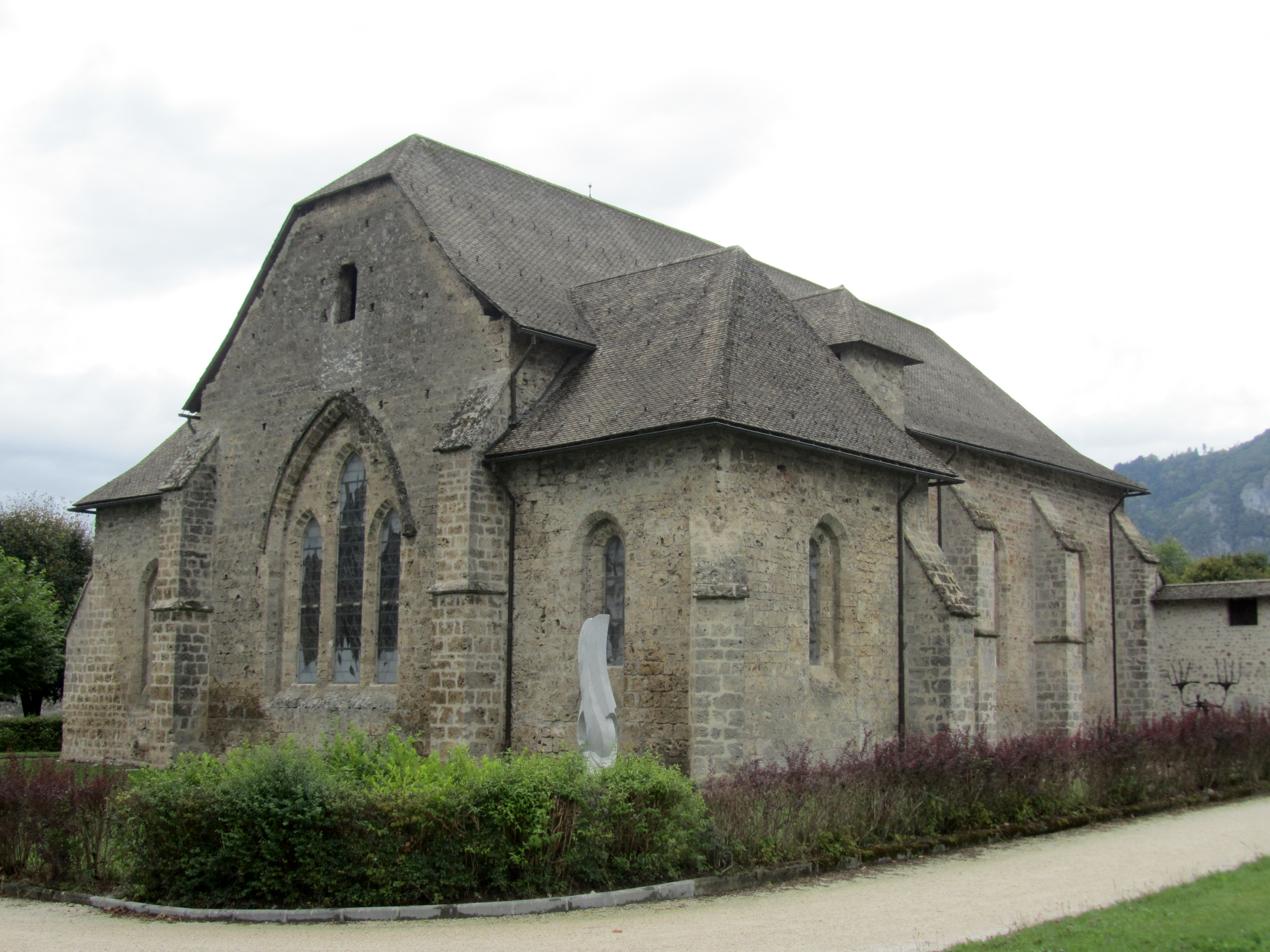
Chartreuse de Mélan.

Afin d'accueillir la sépulture de son unique fils Jean, Béatrix fonde, au sud de la ville de Taninges, une chartreuse pour accueillir la dépouille de son fils et prier pour son âme (Charte de fondation du 12 avril 1285). Terminée en 1288, le couvent de Mélan s'est établi sur l'emplacement d'une villa princière et d'une chapelle dans laquelle sa mère Agnès et où elle édicta son testament. La chartreuse est destinée à recevoir des moniales chartreuses. Il n'y avait à cette époque aucun couvent de femmes dans le Faucigny.
Béatrix y entretint quarante religieuses et sept chartreux (pères temporels et aumôniers du couvent), deux d'entre eux, le Vicaire et le Procureur furent chargés de l'administration. La communauté fut dirigée par une prieure. Béatrix ajouta un pourpris de plus de cent hectares sur la plaine glaciaire de Mélan.
Catherine, la fille de Béatrix et de Gaston de Baugé, y prit le voile. La dauphine s'y retira en 1296 afin de finir ses jours, elle mourut le 21 avril 1310 et fut ensevelie à la Chartreuse aux côtés de son fils unique, Jean.
Malgré des fouilles archéologiques exécutées dans les années 1970 afin de réhabiliter la Chartreuse, aucun des deux corps ne fut retrouvé.

## Famille
Béatrix et Guigues VII de Viennois, dauphin de Viennois, ont trois enfants :

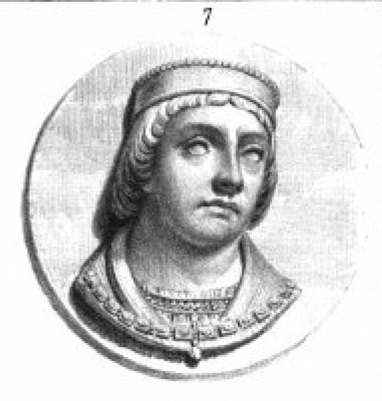
Lithographie de Jean Ier de Viennois (Album du Dauphiné, 1839).

- Anne[54] (dite Anne d'Albon ou de Viennois), décédée en 1302/1303[55], dauphine de Viennois et comtesse d'Albon. En 1273, elle se marie avec Humbert de la Tour du Pin (v. 1240 † 1307), seigneur de Coligny[3]. Par ce mariage, mais surtout le décès prématuré de Jean Ier, Humbert devient dauphin de Viennois[3],[31] ;
- Jean[54] (1264/69 † 1282), dauphin de Viennois, comte d'Albon, de Grésivaudan, de Gapençais et d'Embrun, baron du Faucigny[3]. Il décède des suites d'une chute de cheval. En 1280, il épouse Bonne de Savoie, fille du comte Amédée V de Savoie[31]. Cette dernière épouse par la suite Hugues de Bourgogne († 1324), seigneur de Montbozon ;
- Catherine[54], citée au testament de son père en juin 1267[56], décédée après le 28 septembre 1285[57].

Son second mariage, en 1273, avec Gaston VII de Baugé, dernier vicomte de Béarn est sans postérité,,.

## Postérité
Plusieurs communes savoyardes, de la vallée de l'Arve, possèdent des rues au nom de la Grande Duchesse : Châtillon-sur-Cluses, Cluses et Taninges.